# Arachnothera affinis
El arañero pechiestriado (Arachnothera affinis) es una especie de ave paseriforme de la familia Nectariniidae propia de las islas de la Sonda (Indonesia).

## Distribución geográfica yhábitat
Es endémica de Java y Bali. Su hábitat natural son los bosques húmedos de tierras bajas o de montaña subtropicales o tropicales.

## Descripción
Son pájaros pequeños que se alimentan abundantemente de néctar, aunque también atrapan insectos, especialmente cuando alimentan sus crías. El vuelo con sus alas cortas es rápido y directo.

## Subespecies
Comprende las siguientes subespecies:
- A. affinis affinis
- A. affinis everetti (reconocida como especie de pleno derecho)